# Самолетоносачи тип „Индипендънс“
Индипендънс (на английски: Independence) са тип леки самолетоносачи на ВМС на САЩ от времето на Втората световна война. Проектирани са през 1941 г., когато САЩ изпитват липса на кораби от този клас, а новите тежки самолетоносачи от типа „Есекс“, както са очакванията, ще са готови не по-ранот от 1944 г. За да се ускори строителството им е решено да се преустроят в леки самолетоносачи част от леките крайцери от типа „Кливланд“. Всичко в периода 1941 – 1943 г. са построени девет кораба от този тип, които стават единствената серия леки самолетоносачи на САЩ, влизащи в строй в годините на войната. Независимо от това, че самолетоносачите от типа „Индепендънс“ са почти тройно по-малки от тежките „Есекси“, те активно се използват до края на войната, при това един от тях, „Принстън“, е потопен от японската палубна авиация в хода сражението в залива Лейте от 24 октомври 1944 г.
След войната, поради своите малки размери, които не позволяват използването на новите самолети, те скоро остаряват и са извадени в резерва в периода 1946 – 1947 г.
Самолетоносачът „Индепендънс“ е използван през 1946 г. в качеството на кораб-мишена при ядрени изпитания (Операция „Кросроудс“), избягва физическо разрушение, но е силно замърсен. Той е отбуксиран в Сан Франциско, където четири години се правят експерименти за неговото обеззаразяване, които не водят до удовлетворителни резултати. На 29 януари 1951 г. корабът е потопен в океана.
Два от тях, по-късно, са преоборудвани в противолодъчни самолетоносачи и остават в строя до 1954 – 1956 г., два са предадени на Франция и един на Испания, по програмата за военна взаимопомощ. Останалите представители от типа повече не са изваждани от резерва и впоследствие са дадени за скрап. Френските самолетоносачи остават на въоръжение във ВМС на Франция до 1961 – 1963 г., когато са сменени от новите самолетоносачи от типа „Клемансо“, испанският остава в строй до 1989 г.

## Представители на проекта
| Име                                                   | Номер       | Заложен          | Спуснат на вода   | Влиза в строй    | Съдба                                                                                |
| ----------------------------------------------------- | ----------- | ---------------- | ----------------- | ---------------- | ------------------------------------------------------------------------------------ |
| „Индипендънс“ USS Independence                        | CVL-22      | 1 май 1941       | 22 август 1942    | 1 януари 1943    | снет от въоръжение на 28 август 1946, потопен през 1951                              |
| „Принстън“ USS Princeton                              | CVL-23      | 2 юни 1941       | 18 октомври 1942  | 25 февруари 1943 | потопен от японската авиация на 24 октомври 1944                                     |
| „Бельоу Ууд“ USS Belleau Wood „Боа Белю“ Bois Belleau | CVL-24 R 97 | 11 август 1941   | 6 декември 1942   | 31 март 1943     | предаден на Франция през септември 1953, върнат на САЩ през 1960 и предаден за скрап |
| „Коупенс“ USS Cowpens                                 | CVL-25      | 17 декември 1941 | 17 януари 1943    | 28 май 1943      | снет от въоръжение на 13 януари 1947, предаден за скрап                              |
| „Монтерей“ USS Monterey                               | CVL-26      | 29 декември 1941 | 28 февруари 1943  | 17 юни 1943      | снет от въоръжение на 16 януари 1956, предаден за скрап                              |
| „Ленгли“ USS Langley „Лафайет“ Lafayette              | CVL-27 R 96 | 11 април 1942    | 22 май 1943       | 31 август 1943   | предаден на Франция през януари 1951, върнат на САЩ през 1963 и предаден за скрап    |
| „Кабот“ USS Cabot „Дедало“ Dedalo                     | CVL-28 R 01 | 13 март 1942     | 4 април 1943      | 24 юли 1943      | предаден на Испания на 30 август 1967, върнат на САЩ през 1989 и предаден за скрап   |
| „Батаан“ USS Bataan                                   | CVL-29      | 31 август 1942   | 1 август 1943     | 17 ноември 1943  | снет от въоръжение на 9 април 1954, предаден за скрап                                |
| „Сан Якинто“ USS San Jacinto                          | CVL-30      | 26 октомври 1942 | 26 септември 1943 | 15 декември 1943 | снет от въоръжение на 1 март 1947, предаден за скрап                                 |

## Коментари
1. ↑  Буквите показват принадлежността към определен класː ВВ – линкор, СС, CL, СА – съответно линеен, лек или тежък крайцер, CV – самолетоносач, DD – разрушител, SS – подводница и т.н.